# Mariekerke
Mariekerke war eine Gemeinde in der niederländischen Provinz Zeeland. Sie wurde am 1. Juli 1966 gebildet durch Vereinigung der drei Gemeinden Aagtekerke, Grijpskerke und Meliskerke. Sitz der Verwaltung war in Meliskerke. Am 1. Januar 1997 wurde sie mit Domburg, Valkenisse, Westkapelle und Veere zur neuen Gemeinde Veere zusammengeschlossen. Ein Jahr zuvor zählte Mariekerke 4.180 Einwohner auf 34,8 km².

## Söhne und Töchter
- Joseph Augustin Hagendorens (1894–1976), römisch-katholischer Ordensgeistlicher, Bischof von Tshumbe